# Liste des juridictions catholiques au Canada

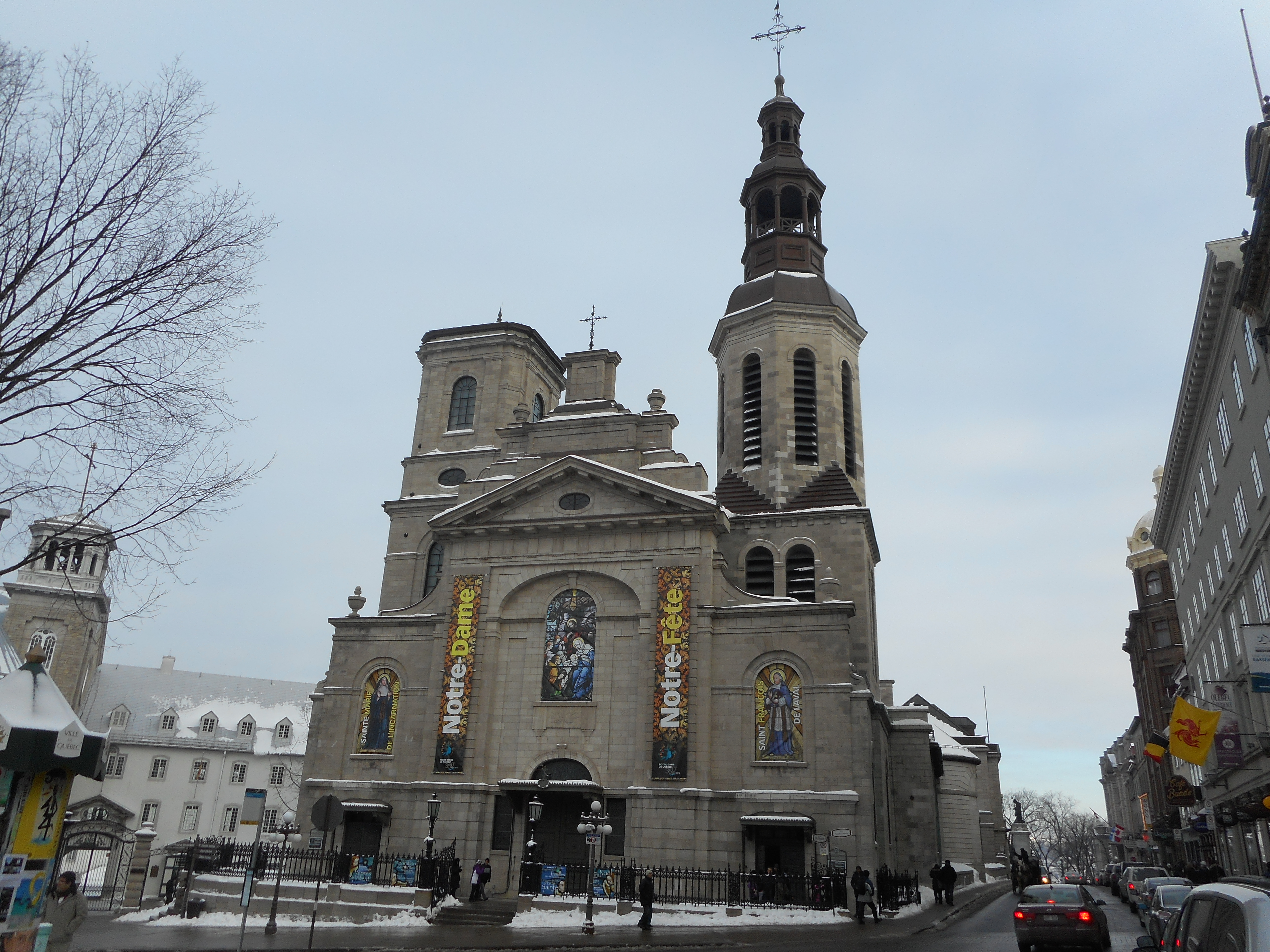
La basilique-cathédrale Notre-Dame de Québec, siège de l'archidiocèse de Québec et du primat du Canada

Cet article présente la liste des juridictions catholiques au Canada. Elle recense toutes les juridictions catholiques du pays qui sont au nombre de 73. Ces juridictions sont classées selon les quatre régions de la Conférence des évêques catholiques du Canada dans un tableau triable comprenant également la province ecclésiastique et la province ou le territoire du Canada dans lesquels est située la juridiction, la ville de son siège ainsi que l'Église particulière à laquelle elle se rattache. Les quatre régions sont la région de l'Atlantique couvrant les provinces de la Nouvelle-Écosse, du Nouveau-Brunswick, de l'Île-du-Prince-Édouard et de Terre-Neuve-et-Labrador, la région du Québec, la région de l'Ontario ainsi que la région de l'Ouest comprenant les provinces de l'Alberta, du Manitoba, de la Colombie-Britannique et de la Saskatchewan ainsi que les territoires du Nord canadien.
La majorité des juridictions catholiques au Canada sont des diocèses de rite latin organisés de manière territoriale. En date de juin 2016, en plus des 18 archidiocèses et des 43 diocèses de rite latin, le Canada comprend un ordinariat militaire et 11 juridictions pour les Églises de rite oriental. De plus, certaines juridictions dont le siège est aux États-Unis couvrent également le Canada ; celles-ci ne sont pas incluses dans le tableau, mais sont listées à la suite de celui-ci.

## Liste des juridictions catholiques
| Nom                                                                         | Région      | Province ecclésiastique   | Siège                     | Province ou territoire canadien | Église particulière                   |
| --------------------------------------------------------------------------- | ----------- | ------------------------- | ------------------------- | ------------------------------- | ------------------------------------- |
| Archidiocèse de Halifax-Yarmouth                                            | Atlantique  | Halifax-Yarmouth          | Halifax                   | Nouvelle-Écosse                 | Église latine                         |
| Diocèse d'Antigonish                                                        | Atlantique  | Halifax-Yarmouth          | Antigonish                | Nouvelle-Écosse                 | Église latine                         |
| Diocèse de Charlottetown                                                    | Atlantique  | Halifax-Yarmouth          | Charlottetown             | Île-du-Prince-Édouard           | Église latine                         |
| Archidiocèse de Moncton                                                     | Atlantique  | Moncton                   | Dieppe                    | Nouveau-Brunswick               | Église latine                         |
| Diocèse de Bathurst                                                         | Atlantique  | Moncton                   | Bathurst                  | Nouveau-Brunswick               | Église latine                         |
| Diocèse d'Edmundston                                                        | Atlantique  | Moncton                   | Edmundston                | Nouveau-Brunswick               | Église latine                         |
| Diocèse de Saint-Jean                                                       | Atlantique  | Moncton                   | Saint-Jean                | Nouveau-Brunswick               | Église latine                         |
| Archidiocèse de Saint-Jean                                                  | Atlantique  | Saint-Jean de Terre-Neuve | Saint-Jean de Terre-Neuve | Terre-Neuve-et-Labrador         | Église latine                         |
| Diocèse de Corner Brook et du Labrador                                      | Atlantique  | Saint-Jean de Terre-Neuve | Corner Brook              | Terre-Neuve-et-Labrador         | Église latine                         |
| Diocèse de Grand Falls                                                      | Atlantique  | Saint-Jean de Terre-Neuve | Grand Falls-Windsor       | Terre-Neuve-et-Labrador         | Église latine                         |
| Archidiocèse de Gatineau                                                    | Québec      | Gatineau                  | Gatineau                  | Québec                          | Église latine                         |
| Diocèse d'Amos                                                              | Québec      | Gatineau                  | Amos                      | Québec                          | Église latine                         |
| Diocèse de Mont-Laurier                                                     | Québec      | Gatineau                  | Mont-Laurier              | Québec                          | Église latine                         |
| Diocèse de Rouyn-Noranda                                                    | Québec      | Gatineau                  | Rouyn-Noranda             | Québec                          | Église latine                         |
| Archidiocèse de Montréal                                                    | Québec      | Montréal                  | Montréal                  | Québec                          | Église latine                         |
| Diocèse de Joliette                                                         | Québec      | Montréal                  | Joliette                  | Québec                          | Église latine                         |
| Diocèse de Saint-Jean–Longueuil                                             | Québec      | Montréal                  | Saint-Jean-sur-Richelieu  | Québec                          | Église latine                         |
| Diocèse de Saint-Jérôme                                                     | Québec      | Montréal                  | Saint-Jérôme              | Québec                          | Église latine                         |
| Diocèse de Valleyfield                                                      | Québec      | Montréal                  | Salaberry-de-Valleyfield  | Québec                          | Église latine                         |
| Archidiocèse de Québec                                                      | Québec      | Québec                    | Québec                    | Québec                          | Église latine                         |
| Diocèse de Chicoutimi                                                       | Québec      | Québec                    | Saguenay                  | Québec                          | Église latine                         |
| Diocèse de Sainte-Anne-de-la-Pocatière                                      | Québec      | Québec                    | La Pocatière              | Québec                          | Église latine                         |
| Diocèse de Trois-Rivières                                                   | Québec      | Québec                    | Trois-Rivières            | Québec                          | Église latine                         |
| Archidiocèse de Rimouski                                                    | Québec      | Rimouski                  | Rimouski                  | Québec                          | Église latine                         |
| Diocèse de Baie-Comeau                                                      | Québec      | Rimouski                  | Baie-Comeau               | Québec                          | Église latine                         |
| Diocèse de Gaspé                                                            | Québec      | Rimouski                  | Gaspé                     | Québec                          | Église latine                         |
| Archidiocèse de Sherbrooke                                                  | Québec      | Sherbrooke                | Sherbrooke                | Québec                          | Église latine                         |
| Diocèse de Nicolet                                                          | Québec      | Sherbrooke                | Nicolet                   | Québec                          | Église latine                         |
| Diocèse de Saint-Hyacinthe                                                  | Québec      | Sherbrooke                | Saint-Hyacinthe           | Québec                          | Église latine                         |
| Éparchie Saint-Sauveur de Montréal des Melkites                             | Québec      | Saint-Siège directement   | Montréal                  | Québec                          | Église grecque-catholique melkite     |
| Éparchie Saint-Maron de Montréal des Maronites                              | Québec      | Saint-Siège directement   | Montréal                  | Québec                          | Église antiochienne syriaque maronite |
| Archidiocèse de Kingston                                                    | Ontario     | Kingston                  | Kingston                  | Ontario                         | Église latine                         |
| Diocèse de Peterborough                                                     | Ontario     | Kingston                  | Peterborough              | Ontario                         | Église latine                         |
| Diocèse de Sault-Sainte-Marie                                               | Ontario     | Kingston                  | Grand Sudbury             | Ontario                         | Église latine                         |
| Archidiocèse d'Ottawa-Cornwall                                              | Ontario     | Ottawa-Cornwall           | Ottawa                    | Ontario                         | Église latine                         |
| Diocèse de Hearst-Moosonee                                                  | Ontario     | Ottawa-Cornwall           | Hearst                    | Ontario                         | Église latine                         |
| Diocèse de Pembroke                                                         | Ontario     | Ottawa-Cornwall           | Pembroke                  | Ontario                         | Église latine                         |
| Diocèse de Timmins                                                          | Ontario     | Ottawa-Cornwall           | Timmins                   | Ontario                         | Église latine                         |
| Archidiocèse de Toronto                                                     | Ontario     | Toronto                   | Toronto                   | Ontario                         | Église latine                         |
| Diocèse de Hamilton                                                         | Ontario     | Toronto                   | Hamilton                  | Ontario                         | Église latine                         |
| Diocèse de London                                                           | Ontario     | Toronto                   | London                    | Ontario                         | Église latine                         |
| Diocèse de Saint Catharines                                                 | Ontario     | Toronto                   | Saint Catharines          | Ontario                         | Église latine                         |
| Diocèse de Thunder Bay                                                      | Ontario     | Toronto                   | Thunder Bay               | Ontario                         | Église latine                         |
| Éparchie de Toronto des Ukrainiens                                          | Ontario     | Winnipeg des Ukrainiens   | Toronto                   | Ontario                         | Église grecque-catholique ukrainienne |
| Exarchat apostolique des saints Cyrille et Méthode de Toronto des Slovaques | Ontario     | Saint-Siège directement   | Toronto                   | Ontario                         | Église grecque-catholique slovaque    |
| Éparchie Mar Addaï de Toronto des Chaldéens                                 | Ontario     | Saint-Siège directement   | Toronto                   | Ontario                         | Église catholique chaldéenne          |
| Archidiocèse d'Edmonton                                                     | Ouest       | Edmonton                  | Edmonton                  | Alberta                         | Église latine                         |
| Diocèse catholique de Calgary                                               | Ouest       | Edmonton                  | Calgary                   | Alberta                         | Église latine                         |
| Diocèse de Saint-Paul                                                       | Ouest       | Edmonton                  | Saint-Paul                | Alberta                         | Église latine                         |
| Archidiocèse de Grouard-McLennan                                            | Ouest       | Grouard-McLennan          | Grande Prairie            | Alberta                         | Église latine                         |
| Diocèse de Mackenzie-Fort Smith                                             | Ouest       | Grouard-McLennan          | Yellowknife               | Territoires du Nord-Ouest       | Église latine                         |
| Diocèse de Whitehorse                                                       | Ouest       | Grouard-McLennan          | Whitehorse                | Yukon                           | Église latine                         |
| Archidiocèse de Keewatin-Le Pas                                             | Ouest       | Keewatin-Le Pas           | Le Pas                    | Manitoba                        | Église latine                         |
| Diocèse de Churchill-Baie d'Hudson                                          | Ouest       | Keewatin-Le Pas           | Churchill                 | Manitoba                        | Église latine                         |
| Archidiocèse de Regina                                                      | Ouest       | Regina                    | Regina                    | Saskatchewan                    | Église latine                         |
| Diocèse de Prince Albert                                                    | Ouest       | Regina                    | Prince Albert             | Saskatchewan                    | Église latine                         |
| Diocèse de Saskatoon                                                        | Ouest       | Regina                    | Saskatoon                 | Saskatchewan                    | Église latine                         |
| Archidiocèse de Saint-Boniface                                              | Ouest       | Saint-Boniface            | Winnipeg                  | Manitoba                        | Église latine                         |
| Archidiocèse de Vancouver                                                   | Ouest       | Vancouver                 | Vancouver                 | Colombie-Britannique            | Église latine                         |
| Diocèse de Kamloops                                                         | Ouest       | Vancouver                 | Kamloops                  | Colombie-Britannique            | Église latine                         |
| Diocèse de Nelson                                                           | Ouest       | Vancouver                 | Kelowna                   | Colombie-Britannique            | Église latine                         |
| Diocèse de Prince George                                                    | Ouest       | Vancouver                 | Prince George             | Colombie-Britannique            | Église latine                         |
| Diocèse de Victoria                                                         | Ouest       | Vancouver                 | Victoria                  | Colombie-Britannique            | Église latine                         |
| Archidiocèse de Winnipeg                                                    | Ouest       | Saint-Siège directement   | Winnipeg                  | Manitoba                        | Église latine                         |
| Archéparchie de Winnipeg des Ukrainiens                                     | Ouest       | Winnipeg des Ukrainiens   | Winnipeg                  | Manitoba                        | Église grecque-catholique ukrainienne |
| Éparchie d'Edmonton des Ukrainiens                                          | Ouest       | Winnipeg des Ukrainiens   | Edmonton                  | Alberta                         | Église grecque-catholique ukrainienne |
| Éparchie de New Westminster des Ukrainiens                                  | Ouest       | Winnipeg des Ukrainiens   | New Westminster           | Colombie-Britannique            | Église grecque-catholique ukrainienne |
| Éparchie de Saskatoon des Ukrainiens                                        | Ouest       | Winnipeg des Ukrainiens   | Saskatoon                 | Saskatchewan                    | Église grecque-catholique ukrainienne |
| Ordinariat militaire catholique du Canada                                   | Hors région |                           | Ottawa                    | Ontario                         | Église latine                         |
| Exarchat apostolique du Canada pour les fidèles de rite syro-malabar        | Hors région |                           | Mississauga               | Ontario                         | Église catholique syro-malabare       |
| Exarchat apostolique du Canada pour les fidèles syro-catholiques            | Hors région |                           | Montréal                  | Québec                          | Église catholique syriaque            |

En plus des juridictions ci-dessus, certaines juridictions dont le siège est aux États-Unis couvrent également le Canada. Celles-ci incluent les juridictions suivantes :
- Éparchie Notre-Dame de Nareg des Arméniens à New York, basée à New York dans l'État de New York et faisant partie de l'Église catholique arménienne
- Éparchie Saint Georges de Canton des Roumains, basée à Canton en Ohio et faisant partie de l'Église grecque-catholique roumaine
- Éparchie Sainte-Marie reine de la Paix des syro-malankars des États-Unis et du Canada, basée à Elmont dans l'État de New York et faisant partie de l'Église catholique syro-malankare
- Ordinariat personnel de la chaire de Saint-Pierre, basé à Houston au Texas et comprenant les paroisses d'usage anglican de l'Église latine

## Annexe